# 標準社会科学モデル
標準社会科学モデル（Standard Social Science Model、SSSM）は一般的に進化心理学の支持者によって、20世紀に社会学で発展したと考えられる「空白の石版」、あるいは「環境決定論（文化決定論）」を指す語として用いられる。それらは文化を空白の石版である人の心に吸い込まれる「超個体」と見なし、進化的 / 生物的基盤に全く関わりなく人の考え、感情、行動を形作ると考える。進化心理学の理論家はSSSMが時代遅れであり、社会科学の進歩的なモデルには生物学的 / 進化的基盤を考慮した心の計算理論に基づく文化学習の新たなモデルが必要だと主張している。
この用語は1992年のレダ・コスミデス、ジョン・トゥービー、ジェローム・バーコウによる論文集『Adapted Mind』で初めて用いられた。

## 引用の例
- 「本能は習慣を生み出さない;習慣は本能を作る。なぜなら想定上の人間の本能は常に学習され決して固有ではないから」(Ellsworth Faris, 1927, cited in Degler, 1991, p. 84)

- 「我々は人間の本性がほとんど信じられないくらい柔軟であると結論することを強要される。正確に、対照的に、文化の状況に反応する。」(Margaret Mead, 1935/1963, p. 289)

- 「『人間性』と一般に呼ばれていることの多くは、単に神経、線、感覚器、筋肉、そのほかのスクリーンに投影されている文化のことである」(Leslie White, 1949, cited in Degler, 1991, p. 209)

## 批判
今日では、ほとんどの人は「空白の石版」を信奉していない。しかしSSSMが20世紀にどれだけの範囲で用いられていたかには議論がある。進化心理学者はSSSMを「わら人形」とするために、実際よりももっと人気があったように文脈を無視して引用したと批判された。

## 関連図書
- Hampton, Simon Jonathan. 2004. "The Instinct Debate and the Standard Social Science Model". Psychology, Evolution & Gender. 6, no. 1: 15-44.
- Levy, Neil. 2004. "Evolutionary Psychology, Human Universals, and the Standard Social Science Model". Biology and Philosophy. 19, no. 3: 459-472.
- Schmaus, Warren. 2003. "Is Durkheim the Enemy of Evolutionary Psychology?".Philosophy of the Social Sciences.33;25